# Второе послевоенное поколение писателей
Второе послевоенное поколение писателей (яп. 第二次戦後派作家 Дайнидзи сэнгоха сакка) — термин японского литературоведения, используемый для обозначения группы писателей, дебютировавших в японской литературе в 1948—1949 годах. Отличительной чертой писателей группы является отказ от господствовавшей в довоенной японской литературе традиции сисёсэцу и психологизма в пользу эксперимента с литературной формой во многом под влиянием современной европейской литературы. Фактически именно писателями этого поколения (прежде всего высоко ценимыми именно на Западе Абэ и Мисимой) в Японию была привнесена форма европейского романа как такового. Формальный эксперимент органично соединился с унаследованной от «первого послевоенного поколения» активной вовлечённостью авторов в актуальные социальные и политические проблемы, радикально изменив тем самым образ писателя-затворника, считавшийся общепринятым до войны.

## Основные представители
- Юкио Мисима
- Кобо Абэ
- Тосио Симао
- Ёсиэ Хотта
- Мицухару Иноуэ